# Малышково
Малышково — деревня в Кимрском районе Тверской области. Входит в состав Приволжского сельского поселения.

## География
Деревня расположена на правом берегу Волги в 4 км на запад от центра поселения посёлка Приволжский и в 17 км на северо-восток от райцентра города Кимры.

## История
В клировой ведомости 1796 года в селе показана каменная церковь Казанской иконы Божией Матери, построенная в 1767 году капитаном Гурием Игнатьевичем Костомаровым, являвшимся владельцем села с 1761 года.
В конце XIX — начале XX века село входило в состав Белгородской волости Калязинского уезда Тверской губернии. 
С 1929 года деревня входила в состав Гадовского сельсовета Кимрского района Кимрского округа Московской области, с 1935 года — в составе Калининской области, с 1994 года — в составе Приволжского сельского округа, с 2005 года — в составе Приволжского сельского поселения.

## Население
| 1859 | 2002 | 2010 |
| ---- | ---- | ---- |
| 48   | ↘1   | →1   |

## Достопримечательности
В деревне расположена действующая Церковь Казанской иконы Божией Матери (1767), восстановлена в 2018 году